# 传说的斯塔菲3
《传说的斯塔菲3》是东星软件开发，任天堂在日本发售的Game Boy Advance用动作游戏。
遊戲最初只在日本地區發行，直至在2024年7月12日登陸任天堂Switch Online + 擴充包後擴展至全球發行。

## 介绍
前两代被封印的海底魔王奥古拉，因为某种力量苏醒，所以主角斯塔飞又展开冒险。在这一代中，斯塔飞有许多帮助斯塔飞的伙伴，其妹妹斯塔碧也加入了冒险行列。